# سینمکس
سینمکس (انگلیسی: Cinemax) شرکت رسانه‌ای آمریکایی است، که در سال ۱۹۸۰ تأسیس شد.